# Olympique de Genève FC
Olympique de Genève is een Zwitserse voetbalploeg uit Genève opgericht in 2013 met als kleuren zwart en blauw.

## Geschiedenis
De club werd opgericht in 2013 uit een fusie tussen FC Saint-Jean en Athlétique-Regina FC en speelt sindsdien nooit hoger dan de 1. Liga. De club kende geen grote successen.

## Resultaten
| Seizoen | Klasse | Klasse | Klasse | Klasse | Klasse | Klasse | Klasse | Klasse | Klasse | Reeks                 | Punten | Opmerkingen                                |
|         | I      | II     | III    | IV     | V      | VI     | VII    | VIII   | IX     |                       |        |                                            |
| ------- | ------ | ------ | ------ | ------ | ------ | ------ | ------ | ------ | ------ | --------------------- | ------ | ------------------------------------------ |
| 2013/14 |        |        |        |        |        | 4      |        |        |        | 2. Liga (ACGF gr 1)   | 38     |                                            |
| 2014/15 |        |        |        |        |        | 9      |        |        |        | 2. Liga (ACGF gr 1)   | 27     |                                            |
| 2015/16 |        |        |        |        |        | 5      |        |        |        | 2. Liga (ACGF gr 1)   | 39     |                                            |
| 2016/17 |        |        |        |        |        | 3      |        |        |        | 2. Liga (ACGF gr 1)   | 47     |                                            |
| 2017/18 |        |        |        |        |        | 1      |        |        |        | 2. Liga (ACGF gr 1)   | 51     | Promotie                                   |
| 2018/19 |        |        |        |        | 1      |        |        |        |        | 2. Liga Inter (gr. 1) | 30     | Promotie                                   |
| 2019/20 |        |        |        | 8*     |        |        |        |        |        | 1. Liga (groep 1)     | 18*    | Vroegtijdig stop gezet wegens coronacrisis |
| 2020/21 |        |        |        | 14     |        |        |        |        |        | 1. Liga (groep 1)     | 7      | Halve competitie en degradatie             |
| 2021/22 |        |        |        |        |        |        |        |        |        | 2. Liga Inter (gr. 1) |        |                                            |